# Перотти, Диего
Дие́го Перо́тти (исп. Diego Perotti; 26 июля 1988, Буэнос-Айрес) — аргентинский футболист, полузащитник. Выступал за сборную Аргентины.

## Клубная карьера
Сезон 2008/09 стартовал для Перотти в «Севилье Атлетико». Дебют же в основной команде состоялся 15 февраля 2009 года за 15 минут до финального свистка. 23 мая 2009 года в рамках 37-го тура чемпионата Испании Перотти забил свой первый гол за основную команду в ворота «Депортиво» на 90-й минуте, что позволило «Севилье» занять третье место по итогам сезона и участвовать на следующий год в Лиге чемпионов. Диего сыграл 14 матчей, забил 1 гол.
В сезоне 2009/10 Перотти вытеснил из стартового состава другого выпускника «Севильи» Диего Капеля, доказав, что его скорость и чутьё более полезны команде, чем игровые качества его визави. Этот сезон ознаменовался для Перотти 28 матчами и 4 мячами.
16 марта 2010 года Диего Перотти забил свой первый гол в Лиге чемпионов в 1/8 финала в ворота ЦСКА. Матч завершился победой армейцев со счётом 1:2, а по сумме двух встреч — 2:3.
В 2016 году аргентинский полузащитник перешёл из «Дженоа» в «Рому». 7 декабря 2017 года продлил контракт с «Ромой» до 30 июня 2021 года.
В октябре 2020 года Перотти заключил двухлетний контракт с турецким клубом «Фенербахче», однако в сентябре 2021 года клуб сообщил о расторжении контракта по обоюдному согласию сторон.
12 сентября 2024 года Перотти объявил о завершении карьеры.

## Карьера в сборной
9 ноября 2009 года Перотти получил свой первый вызов в сборную Аргентины.
В товарищеском матче против Испании на 83-й минуте он заменил Лионеля Месси.

## Достижения
«Севилья»
- Обладатель Кубка Испании: 2009/10